# Pantoporia alwina
Pantoporia alwina är en fjärilsart som beskrevs av Bremer och William Grey 1853. Pantoporia alwina ingår i släktet Pantoporia och familjen praktfjärilar. Inga underarter finns listade i Catalogue of Life.